# فخامه (روستا)
 فخامه  (در عربی:  الفَخامَة )
نام روستایی است در دهستان القُلیس از توابع استان استان صَنعاء در کشور یمن در شبه جزیره عربستان.

## جمعیت
جمعیت آن (۶۵ ) نفر (۸ خانوار) می‌باشد.